# Agios Iakovos
Agios Iakovos (in greco Άγιος Ιάκωβος?; in turco: Altınova) è un villaggio della penisola del Karpas nel nord dell'isola mediterranea di Cipro.  Esso appartiene de iure al distretto di Famagosta della Repubblica di Cipro, e de facto al distretto di Iskele di Cipro del Nord. Anche prima del 1974 la popolazione del villaggio era composta da turco-ciprioti. 
Nel 2011, Altınova aveva una popolazione di 229 abitanti.

## Geografia fisica
Il villaggio è situato nella penisola del Karpas, ai piedi della catena montuosa di Kyrenia. Esso si trova 9 km a nord-ovest di Trikomo e 3 km a sud-est di Mandres.

## Origine del nome
Il nome greco significa "San Giacomo".  In turco Altınova significa "pianura d'oro", e così i turchi lo chiamarono nel 1958. Precedentemente il villaggio veniva chiamato dai turchi Aynagofo, poi venne chiamato Kopuz köy. 

## Storia
Gli scavi del 1960 hanno rivelato un insediamento della tarda età del bronzo.

## Società

### Evoluzione demografica
Durante il periodo ottomano (1570/71-1878), i censimenti della popolazione erano condotti allo scopo di riscuotere le tasse. Pertanto, venivano contati solo i capifamiglia (maschi). Nel 1831, ad Altınova vivevano esattamente 32 abitanti, tutti considerati turchi tranne uno. Dopo che gli inglesi nel 1878  ebbero preso il controllo dell'isola, il primo censimento del 1891 censì 132 abitanti turchi e quattro greci. Nel 1901, non c'erano più greci nel villaggio, ma solo 135 turchi. Nei censimenti successivi, il numero di abitanti ristagnò tra 196 (nel 1911) e 194 (nel 1921), per arrivare a 211 nel 1931. Nel 1911, vennero censiti 14 greci, mentre in ciascuno dei due censimenti successivi solo uno. Dal 1946 al più tardi, il numero di abitanti turchi salì a 307, e nel 1960 addirittura a 365, mentre i greci risultavano assenti dall'enclave turca. Da allora, nessun greco vive più nel villaggio. Nel 1964, il villaggio, che era l'avamposto dell'enclave, accolse molti rifugiati turchi provenienti da Arnadi/Kuzucuk, Boğaztepe/Monarga e Sygkrasi/Sınırüstü. Nel 1970, tuttavia, solo gli abitanti originari vivevano ancora ad Altınova, nessuno dei quali dovette fuggire. Il loro numero è stato stimato in circa 400 nel 1971, e  in374 nel 1978.
Da allora, nel villaggio sta avendo luogo un'emigrazione giovanile. Nel 1996 c'erano solo 255 abitanti, scesi nel 2006 a 250 e nel 2011 a 229.